# 塞缪尔·德克斯特
塞缪尔·德克斯特（Samuel Dexter，1761年5月14日—1816年5月4日），美国政治家，联邦党成员，曾任美国众议员（1793年-1795年）、美国参议员（1799年-1800年）、美国战争部长（1800年-1801年）和美国财政部长（1801年）。